# Figura (heràldica)
Una figura, en la ciència heràldica, és qualsevol de les càrregues o objectes que apareixen dins l'escut d'armes.
Les figures estan emparentades amb els mobles. De fet, sovint es considera que les figures pròpiament dites fan referència a realitats i objectes del món natural, artificial o fantàstic, mentre que els mobles són tan sols aquelles figures de tipus geomètric; alguns d'aquests objectes són definits com a figures o mobles segons els diversos autors o tractats, cas de la rosa, el roc, el mont o la vall. En moltes llengües, figura i moble són, en heràldica, termes sinònims.
Poden estar disposades sobre el camp heràldic de l'escut o damunt alguna peça, o bé damunt altres figures o mobles. Quan estan posades sobre una peça, acostumen a seguir l'orientació d'aquesta.

## Tipus de figures
Hi ha una veritable munió de figures heràldiques, que es poden dividir segons la seva tipologia genèrica. Com ja s'ha dit més amunt, en alguns casos un mateix objecte pot ser considerat figura o moble segons la font, especialment els objectes més figuratius (el món, la petxina, el trèvol, la rosa, el mont, la vall, el coll, etc.).

### Figures naturals
Entren dins aquest apartat tota mena d'éssers humans i animals i els seus membres (cap, mà, cama, pota, urpa, ala, etc.), espècies vegetals, elements de la natura (terra, foc, aigua i aire) i astres.

Exemples d'escuts municipals catalans amb figures naturals
escut de l'Albagés, amb un agnus dei
escut d'Aldover, amb un vol abaixat
escut de l'Ametlla del Vallès, amb una ametlla
escut d'Argelaguer, amb una argelaga
escut de Badia del Vallès, amb una oreneta
escut de Barberà de la Conca, amb dos barbs
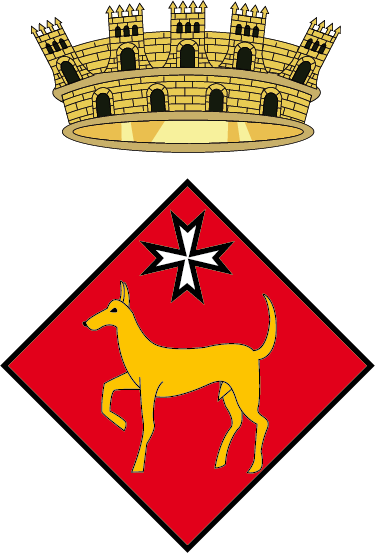
escut de Caseres, amb un ca
escut de Cervelló, amb un cérvol
escut de Colomers, amb un colom i una branca
escut d'Estamariu, amb un lleó
escut de Figuerola del Camp, amb una fulla de figuera
escut de la Llagosta, amb una llagosta
escut de Llagostera, amb una llagosta
escut de Maials, amb una mà
escut de Mollet del Vallès, amb un moll
escut d'Olesa de Bonesvalls, amb una petxina de pelegrí
escut de la Palma d'Ebre, amb una palma
escut de Pinell de Solsonès, amb tres pinyes
escut de Sant Cugat Sesgarrigues, amb un raïm
escut de Sant Jaume de Frontanyà, amb un cavall blanc
escut de Soriguera, amb un xoriguer
escut de Soses, amb un sol
escut de Sunyer, amb dos ulls
escut de Tírvia, amb una lluna i estrelles
escut de Toses, amb una palmera
escut de Vallfogona de Riucorb, amb una foguera i una vall
escut de les Valls d'Aguilar, amb una àguila i una vall
escut de Vilanova_d'Escornalbou, amb un rencontre de bou

### Figures artificials
- Figures pròpiament heràldiques com la barrera (que representa l'estacada d'un camp de torneigs), el carboncle, el crancelí (segment d'una corona), el roc (la torre dels escacs, sovint considerat un moble), el quinquefoli i el sextifoli (flors de cinc i sis pètals respectivament, sovint considerats un moble), etc.
- Figures comunes, relacionades amb la guerra, la cacera, la religió i el cerimonial, la música, la navegació, l'arquitectura, les arts i els oficis, la indústria, el comerç, l'agricultura, etc.

Exemples d'escuts municipals catalans amb figures artificials
escut de Bellvei, amb una torre
escut de Benavent de Segrià, amb un molí
escut de Castellet i la Gornal, amb un castell
escut de Cornellà del Terri, amb un corn de caça
escut de Fígols, amb un sextifoli
escut de Fondarella, amb una font
escut d'Ivars de Noguera, amb dues sagetes
escut de Juncosa, amb una rella
escut de Masarac, amb una espasa i un bàcul d'abat
escut del Masnou, amb un mas i unes claus passades en sautor
escut de Mont-ras, amb un món
escut de Palau-saverdera, amb un palau
escut de Premià de Mar, amb una barca
escut de Queralbs, amb un bordó de pelegrí i dos rocs
escut de Regencós, amb una muralla
escut de Roda de Ter, amb un pont, dues esglésies i una roda de molí
escut de Sant Guim de la Plana, amb vuit rodelles
escut de Sant Martí Sarroca, amb una campana
escut de Terrades, amb una arpa
escut de la Vajol, amb una mitra i un bàcul de bisbe
escut de Vilaür, amb una vila

### Figures imaginàries
També anomenades quimèriques o fantàstiques, entren dins aquesta categoria figures com el griu, l'amfisbena, l'unicorn, el drac, l'harpia, l'àngel, etc.

Exemples d'escuts municipals catalans amb figures artificials
escut del Brull, amb un griu
escut de Sant Mateu de Bages, amb un àngel
escut de Santa Margarida i els Monjos, amb un drac